# Municipio de Black Mountain
El municipio de Black Mountain (en inglés: Black Mountain Township) es un municipio ubicado en el  condado de Buncombe en el estado estadounidense de Carolina del Norte. En el año 2010 tenía una población de 13.416 habitantes.

## Geografía
El municipio de Black Mountain se encuentra ubicado en las coordenadas 35°37′36.42″N 82°19′7.43″O / 35.6267833, -82.3187306.